# Mitostigma
Mitostigma là chi thực vật có hoa trong họ Apocynaceae.